# 1450 en arts plastiques
| Années des arts plastiques : 1447 - 1448 - 1449 - 1450 - 1451 - 1452 - 1453    |
| Décennies des arts plastiques : 1420 - 1430 - 1440 - 1450 - 1460 - 1470 - 1480 |

Cette page concerne l'année 1450 en arts plastiques.

## Naissances

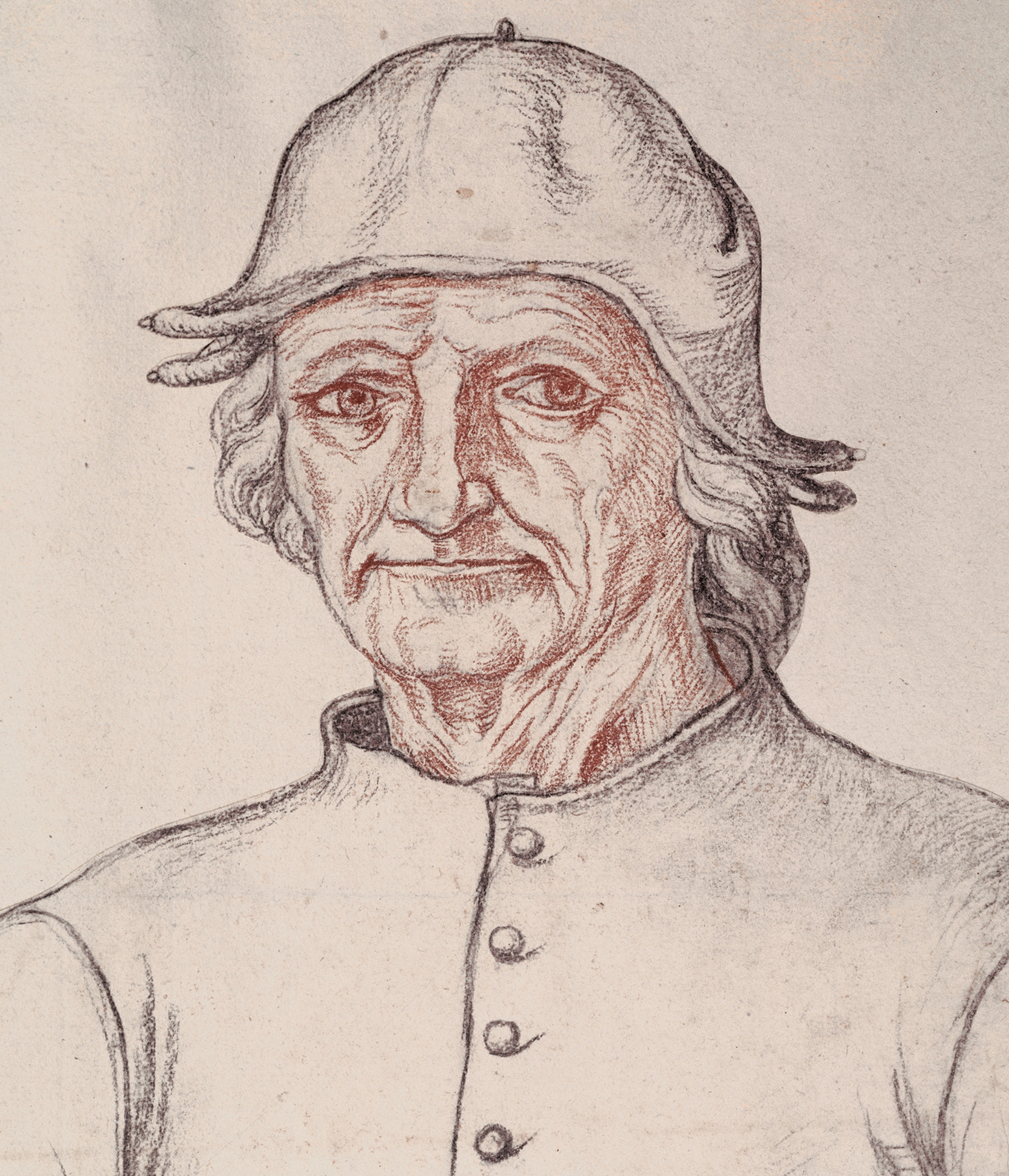
Jérôme Bosch

- 11 octobre : Bartolomeo Cincani, peintre italien († 11 octobre 1523).
- Bernardo di Stefano Rosselli, peintre italien († 1526),
- Vers 1450 : 
  - Pedro Berruguete, peintre espagnol († vers 1504),
  - Jérôme Bosch (Jeoren Anthoniszoon van Aeken), peintre flamand († août 1516),
  - Gérard David, peintre, dessinateur et probablement miniaturiste flamand († 13 août 1523),
  - Alart Duhameel, architecte et graveur brabançon († vers 1506-1507),
  - Giovanni del Sega, peintre italien († 1527),
  - Luca Signorelli, peintre italien de l'école florentine († 16 octobre 1523),
  - Domenico da Tolmezzo, peintre italien († vers 1511).